# Pälsbjörnmossa
Pälsbjörnmossa (Polytrichum swartzii) är en bladmossart som beskrevs av C. J. Hartman 1849. Enligt Catalogue of Life ingår Pälsbjörnmossa i släktet björnmossor och familjen Polytrichaceae, men enligt Dyntaxa är tillhörigheten istället släktet björnmossor och familjen Polytrichaceae. Arten är reproducerande i Sverige. Inga underarter finns listade i Catalogue of Life.